# Coniopteryx stenoptera
Coniopteryx stenoptera är en insektsart som beskrevs av Monserrat 1989. Coniopteryx stenoptera ingår i släktet Coniopteryx och familjen vaxsländor. Inga underarter finns listade i Catalogue of Life.